# Antonio Napolioni

Antonio Napolioni (Camerino, 1957. december 11. – ) olasz főpap, a Cremonai egyházmegye püspöke 2015. november 16-ától.

## Élete
Napolioni 1957-ben született Camerinóban, a fanói szemináriumban tanult. 1983-ban szentelték pappá. 2015. november 16-án Ferenc pápa őt nevezte ki Cremona püspökévé.